# Eva Norlin
Eva Marie Elisabeth Ortmark Norlin, tidigare Norlin och Svensson, ogift Lundgren, född 4 juli 1943 i Göteborg, är en svensk förläggare, redaktör och formgivare.
Eva Norlin är dotter till läkaren Gunnar Lundgren och Bertha Nordlinder. Hon bedrev universitetsstudier i litteraturhistoria och konsthistoria 1961–1971. Hon blev redaktör och formgivare vid Sveriges Radios förlag 1966, var redaktionssekreterare vid Konstrevy 1967–1968, frilansformgivare 1968–1973 och projektledare Westerham Press i England 1973–1980. Eva Norlin var sedan ägare av Tryckeri AB Björkmans Eftr 1980–1990, frilansformgivare 1990–1994 samt förlagschef och VD för Bokförlaget Fischer & Co 1994–1997. 1998 återgick hon till arbetet som frilansande formgivare samt redaktör. Hon blev sekreterare i Kungliga Patriotiska Sällskapet 2005.
Hon är medförfattare till Den undflyende sanningen – en vänbok till Åke Ortmark 2004.
Första gången var hon gift 1965–1973 med redaktören Lars Svensson (född 1941), andra gången 1980–1993 med Christoffer Norlin (född 1941) och tredje gången 2000 med journalisten Åke Ortmark (1929–2018).